# Хроника Холодной войны (1965 год)
Хронология Холодной войны
- 1943
- 1944
- 1945
- 1946
- 1947
- 1948
- 1949
- 1950
- 1951
- 1952
- 1953
- 1954
- 1955
- 1956
- 1957
- 1958
- 1959
- 1960
- 1961
- 1962
- 1963
- 1964
- 1965
- 1966
- 1967
- 1968
- 1969
- 1970
- 1971
- 1972
- 1973
- 1974
- 1975
- 1976
- 1977
- 1978
- 1979
- 1980
- 1981
- 1982
- 1983
- 1984
- 1985
- 1986
- 1987
- 1988
- 1989
- 1990
- 1991

- 24 января: Смерть Уинстона Черчилля.
- 18 февраля: Гамбия становится независимой от Великобритании.
- 18 марта: Алексей Леонов совершает первый в истории выход в открытый космос с борта космического корабля «Восход-2».
- 24 апреля: Гражданская война в Доминиканской Республике: силы, верные бывшему президенту Хуану Бошу, свергли нынешнего лидера Дональда Рейда Кабрала.
- 3 июня: Эд Уайт совершает первый американский выход в открытый космос с борта космического корабля «Джемини-4».
- 5 августа: Начало индо-пакистанской войны 1965 года.
- 9 августа: Сингапур получает независимость после отделения от Малайзии.
- 1 октября: Шесть индонезийских генералов убиты сторонниками Движения 30 сентября во время неудавшегося государственного переворота, в котором позже обвиняют Коммунистическую партию Индонезии. Вскоре после этого начинаются массовые убийства коммунистов и всех, заподозренных в симпатиях к ним.
- 11 ноября: Правительство Родезии, в котором доминируют белые, объявляет о своей независимости, что было расценено как незаконное провозглашение премьер-министром Великобритании Гарольдом Вильсоном. Родезия никогда официально не признавалась ни одной страной, но получает поддержку от соседнего португальского Мозамбика и южноафриканского режима апартеида в их войне против африканских партизан, решивших свергнуть белое правительство.
- 22 ноября: Д. Н. Айдит, председатель Коммунистической партии Индонезии, казнён индонезийской армией в Бойолали как ответственный за действия Движения 30 сентября, ответственность за которое возлагается на Коммунистическую партию Индонезии.